# Diamond Princess (navire de croisière)
Pour les articles homonymes, voir Diamond Princess.
Le Diamond Princess est un navire de croisière construit en 2002 par les chantiers Mitsubishi Heavy Industries de Nagasaki pour la société Princess Cruises.
Il appartient à la Grand class et est le premier navire de la Classe Gem.

## Histoire
Le Diamond Princess est un navire de croisière construit en 2002 par les chantiers Mitsubishi Heavy Industries de Nagasaki pour la société Princess Cruises.
À l’origine, il aurait dû être nommé Sapphire Princess, mais, le 1er octobre 2002, un incendie, se déclare dans la galerie d’art et endommage gravement les superstructures. La Princess Cruises décide d’inverser le nom du navire avec son jumeau, le Diamond Princess, et de faire reconstruire le navire. Le Sapphire Princess est donc renommé Diamond Princess, partiellement détruit puis reconstruit à l’identique.
Il est livré à la compagnie le 27 mai 2004, puis baptisé à Vancouver le 10 juin 2004 et mis en service.
En avril 2014, il délaisse le pavillon des Bermudes au profit de celui du Royaume-Uni.

### Incidents
Le 1er octobre 2002, pendant la construction du navire, un incendie, se déclare dans la galerie d’art et endommage gravement les superstructures. Celles-ci doivent être détruites, puis reconstruites.
Le 25 juillet 2009, en entrant dans le port de Vancouver, une baleine est découverte sur son bulbe d'étrave. L’incident se répète le 28 juillet 2010, lorsque le navire entre dans le port de Juneau.

## Épisode épidémique de Covid-19

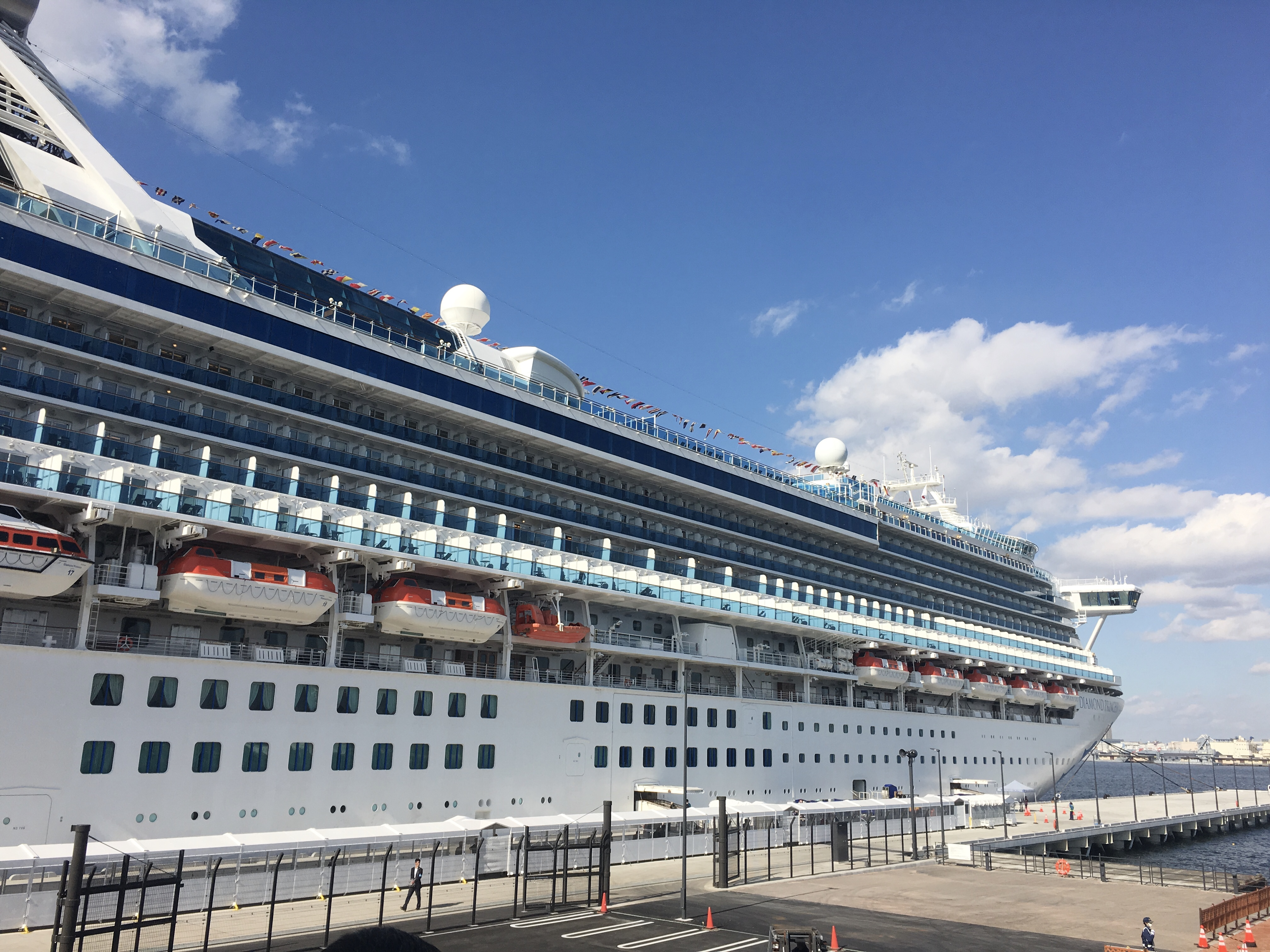
Le Diamond Princess, entré dans le port de Yokohama (terminal de passagers de Shinko Pier) à Shinko, Naka-ku, le 4 novembre 2019.

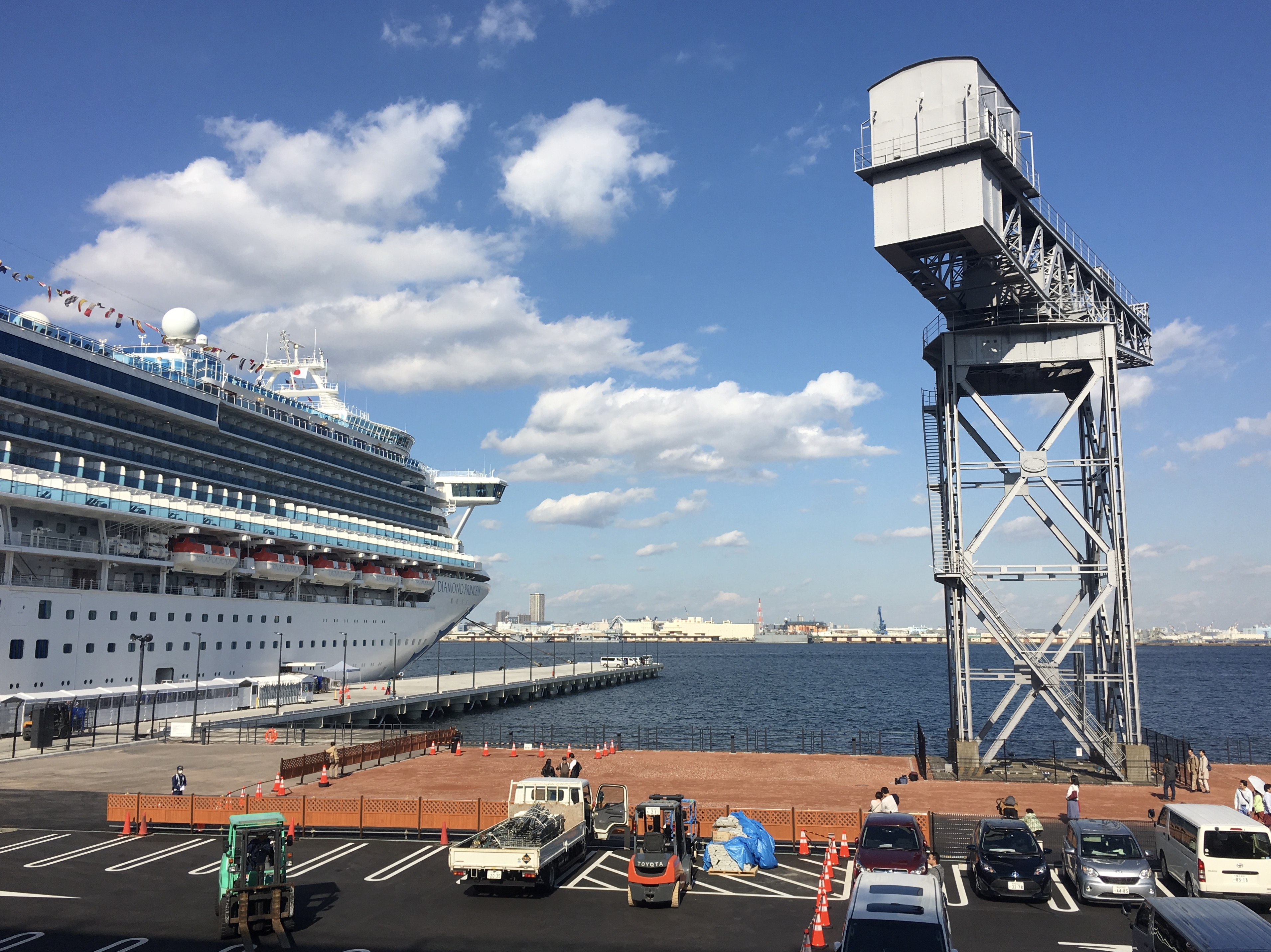
Le Diamond Princess dans le port de Yokohama en décembre 2019

Lors de l'émergence de la pandémie de Covid-19, un passager de 80 ans, débarqué du Diamond Princess à Hong Kong quelques jours plus tôt, présente des symptômes suspects et s'avère positif pour le coronavirus SARS-CoV-2. Le bateau est mis en quarantaine à Naha, sur l'île d'Okinawa, le 1er février 2020. 
L'alerte est cependant rapidement levée et le 3 février 2020, la croisière reprend ; le navire est encore dans les eaux territoriales japonaises quand dix passagers sont diagnostiqués atteints par la Covid-19,. 
À ce moment, le gouvernement ne sait pas à quel point la contagion est étendue ; il indique d'abord que toute personne asymptomatique ou dont le test de dépistage sera négatif devra immédiatement débarquer. Mais dès le lendemain, dix cas supplémentaires sont identifiés.
Le 5 février 2020, le ministre japonais de la Santé place les 3 711 membres d'équipage et passagers en observation sanitaire avec confinement en cabine, pour 14 jours, à bord du navire, à quai, dans le port de Yokohama.  
Le 9 février 2020, l'inquiétude grandit ; le nombre de malades passe à 70, puis à 135 dès le lendemain 10 février. L'équipage suit les directives du ministère japonais de la Santé (principale autorité de santé publique à définir les protocoles de test pour tous les passagers et membres d'équipage du Diamond Princess), ainsi que les protocoles de débarquement pour fournir des soins médicaux aux nouveaux cas.
Le 11 février 2020, sur sa page « Updates on Diamond Princess », le site web du Diamond Princess annonce 39 cas supplémentaires de la maladie Covid-19 causée par le SARS-CoV-2 (détectées en deux jours) ce qui porte le nombre de malades à 174 (sur 3 711 passagers et membres d'équipage). Le 13 février, le nombre total de malades atteint 218 (soit +44).
Le 15 février 2020, Princess Cruises confirme l'annonce, par le ministère japonais de la Santé, de 67 nouveaux malades : Australiens (5), Canadiens (3), Chinois (3) ; Allemands (2) ; Hongkongais (1) ; Kirghizes (1), Indiens (2) ; Japonais (27) ; Philippins (17) ; Taïwanais (1) et Américains (5). Le total est passé à 285 malades. Les autorités sanitaires japonaises décident le débarquement volontaire de passagers et membres d'équipage pour terminer leur période de quarantaine dans une installation en bord de mer. Le 16 février, la prudence reste de mise, car la Malaisie annonce qu'une des passagères du paquebot MS Westerdam est aussi testée positive au SARS-CoV-2 et craint que d'autres passagers ne soient infectés. Or ce navire interdit d'accoster par plusieurs pays avait précédemment débarqué des passagers au Cambodge pour qu'ils rejoignent par d'autres moyens leurs pays d'origine.
Le 17 février 2020, les passagers américains commencent à être rapatriés par avions affrétés pour être 
mis en quarantaine près de chez eux ou pour y être soignés ; depuis la veille, 99 nouveaux cas sont diagnostiqués, soit 384 personnes porteuses avérées du virus sur le navire. Le lendemain 18 février, Princess Cruises confirme l'annonce du ministère japonais de la Santé de 70 nouveaux cas positifs (+169 en 48 heures) sur les 454 personnes infectées à bord. Il annonce aussi que le Canada et l'Australie prévoient aussi des rapatriements (citoyens et résidents permanents) par avions spécialement affrétés.
Le 19 février 2020, alors que les rapatriements se poursuivent, plus de 600 personnes sont désormais atteintes. Le confinement à bord pose question quant à l'efficacité de la quarantaine, le lieu pouvant s'avérer être plutôt un incubateur ; l'efficacité et la validité du contrôle des infections, la justification du calendrier des inspections et même la nature du virus sont désormais remis en cause, alors que les passagers confirmés indemnes d'infection commencent à débarquer ce 15e jour de quarantaine.
Le lendemain, alors que le MS Westerdam (un cas) a fini d'évacuer ses passagers dans la précipitation, le nombre d'évacués du Diamond Princess est d'un millier et celui des contaminés passe à 621. Le processus de fin de quarantaine et de débarquement prend encore quelques jours. Princess Cruises confirme que les ambassades du Canada, d'Australie et de Hong Kong coordonnent la prise en charge et le transport de leurs citoyens respectifs (passagers et membres d'équipage) via des vols charters. Selon les informations fournies par les ambassades directement à leurs citoyens, les passagers passeront 14 jours supplémentaires en quarantaine à leur arrivée. Deux passagers du Diamond Princess hospitalisés au Japon les 11 et 12 février sont déclarés morts le 20 février.
Le 29 février 2020, près de 500 membres d'équipage restent en quarantaine secondaire à bord, sur demande du ministère japonais de la Santé. Une entreprise basée en Australie déploie une soixantaine de professionnels, dont des médecins, des infirmières et des agents de santé pour gérer la situation. 
Le 5 mars 2020, Sergio Mattarella, président de la République italienne, décerne à Gennaro Arma, commandant du Diamond Princess, la distinction de la décoration de Commandeur du Mérite de la République italienne. 
À la date du 21 mars 2020, les contaminés du Diamond Princess sont 712 (dont une infirmière) sur 3 711 passagers et membres d'équipage, soit 20 % de l'effectif, dont 7 décès (soit 1 % de la population contaminée). Selon l'agence Reuters, le 7 mai 2020, le nombre de morts  est de 14 parmi les 712 contaminés. La chaine de télévision japonaise NHK indique un chiffre de 14 morts sur 712 cas, au 20 mai 2020, soit 2 % de la population contaminée. 

### Étude de cas épidémiologique

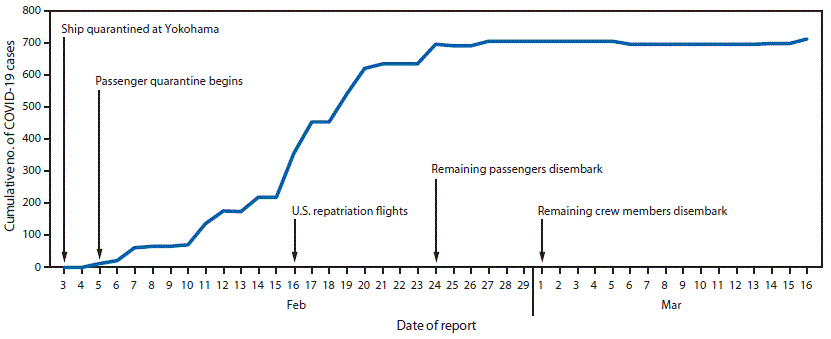
Chronologie du cumul de cas de Covid-19 (confirmés par tests) sur le navire de croisière Diamond Princess, placé en quarantaine au Japon dans le port de Yokohama du 3 février 2020- au 16 mars 2020.

Ce cas particulier a été la première occasion pour les épidémiologistes d'étudier la manière dont ce virus a agi dans un environnement restreint et bien connu, ce qui est difficile à faire dans la population générale.
Certes, ces passagers n’étaient pas représentatifs de la population générale (en termes d'âge et de niveaux de vie) et une quarantaine à bord n'est pas comparable à une quarantaine sur terre, et : « Un pays tout entier n'est pas un navire » note l'épidémiologiste John Ioannidis (université Stanford). Mais durant plusieurs semaines, ce navire a été le plus grand foyer de l'épidémie hors de Chine et chacun à bord était identifié et interagissait physiquement peu avec l’extérieur du navire ; et tout le monde a pu être interrogé ou testé, alors qu’ailleurs dans le monde les personnes testées et surveillées étaient essentiellement celles qui étaient gravement touchées.
Toutes les études confirment que les conditions de vie à bord d’un navire de croisière amplifient la contagion dans le cas d’une maladie très transmissible. Le virus SARS-CoV-2 s’est propagé facilement et rapidement à bord jusqu'au moment de l'isolement dans les cabines. Ces études apportent des données sur la gravité de la maladie et sur certaines de ses caractéristiques et l'une a spécifiquement porté sur l'épidémie au sein de l'équipage (voir détails plus bas). Ces données aident les chercheurs à trouver ou éliminer certains facteurs de risque ; elles ont mis en avant l'importance de porteurs asymptomatiques, offrant un retour d'expérience crucial pour les gestionnaires de la pandémie ou d'autres cas similaires (car en moins de deux mois après le premier cas déclaré à bord du Diamond Princess, au moins 25 autres navires de croisière ont confirmé des cas de COVID-19 à bord, dont 78 nouveaux cas sur le Grand Princess lui-même, lorsque placé en quarantaine devant la Californie). De plus on a vu que certains passagers rapatriés ont été une des origines des foyers épidémiques dans des pays tels que les États-Unis qui étaient encore relativement épargnés.
Plus de 3 000 tests ont été faits à bord ; d’abord sur les personnes les plus âgées et symptomatiques puis sur presque tous les passagers et personnels de bord. C'est un cas unique. Certains voyageurs ont été testés plusieurs fois, permettant de suivre la contagion à bord. Dans les semaines qui ont suivi les chercheurs ont ainsi pu mieux comprendre comment des « angles morts clés » jouent un rôle dans l’éclosion de nouveaux foyers infectieux et combien de personnes sont dans ce type d'épidémie réellement infectées mais asymptomatiques (ou passant inaperçues car paucisymptomatiques).
Le 12 mars, une étude modélisatrice basée sur ces statistiques, montre qu'entre le 1er et le 20 février, 18 % des personnes infectées à bord ne présentaient aucun symptôme ; l'étude a modélisé leurs périodes d'infection. Mais comme beaucoup de passagers étaient âgés et fortement susceptibles de développer ces symptômes (y compris graves), il est probable que le taux d’asymptomatiques sera encore bien plus important dans la population générale.
D’autres chercheurs (Russel et al., 2020) ont montré à partir de ces chiffres que la part des morts parmi les cas confirmés en Chine (c’est-à-dire le taux de létalité ou CFR, pour « case fatality rate »), était à bord d'environ 1,1 %, bien plus bas que les 3,8 % d'abord estimés par l'Organisation mondiale de la santé (OMS), taux qui sous-estimait le nombre réel de porteurs du virus, faute d’avoir pu tester une grande partie de la population apparemment non malade (l’OMS n’avait jusqu'alors que pu diviser le nombre total de décès en Chine par le nombre total d’infections confirmées). Ceci a montré que la souche SARS-CoV-2  qui a sévi à bord était moins mortelle qu’on le pensait, mais aussi que plus de gens étaient potentiellement contagieux qu'on ne le pensait. Russell et ses collègues ont utilisé les statistiques issues du Diamond Princess en les combinant avec plus de 72 000 cas confirmés en Chine, pour estimer de manière plus robuste les critères épidémiologiques du virus. Leur travail a aussi réestimé le taux de mortalité par infection (IFR, pour « infection fatality rate ») en Chine : en comptant le nombre probable des asymptomatiques, 0,5 % des contaminés meurent (sous réserve que la souche circulant à bord soit comparable à celles qui circulent ailleurs et avec une limitation de l’étude qui est que les tests étaient des tests qui détectaient le virus chez le malade, sans détecter les personnes déjà entièrement rétablies n’excrêtant plus le virus (Ces résultats ont été publiés en mars sur medRxiv mais devaient encore être validés par des pairs). Ces résultats sont cohérents avec la valeur de l'IFR calculée en France à partir des données correspondant à la période pré-confinement (avant le 17 mars 2020), soit 0,5 % à partir des décès à l'hôpital et 0,8 % en intégrant les données en EHPAD.
Chowell et Kenji Mizumoto ont aussi calculé que le jour où la quarantaine a commencé, le R0 (taux de reproduction de base) de l'épidémie était sur le navire très élevé : une personne était en mesure d’en infecter plus de 7 autres. Ceci est dû au fait que dans un navire les espaces sont étroits et que chacun touche de nombreuses surfaces et fomites contaminées par le virus. Chowell a étudié  l’efficacité du confinement strict (quarantaine en cabine) introduit à bord à partir du 5 février, pour 15 jours au moins : dès le confinement en cabine, le R0 est tombé en dessous de 1 ; la quarantaine a donc probablement très fortement limité l’épidémie à bord selon Chowell, mais ce confinement n'était pas parfait car le navire compte nettement moins de cabines  que de passagers, beaucoup de malades (asymptomatiques notamment) pouvaient donc encore infecter leurs colocataires et les membres d’équipage qui continuaient à faire leur travail.
Selon Rocklöv et al. (28 février 2020), avant la quarantaine, le taux de reproduction de base (R0) était 4 fois plus élevé à bord que dans l’épicentre de Wuhan, mais les contre-mesures l'ont considérablement abaissé. Sur la base d’un R0 modélisés de 14,8, sans aucune des mesures prises  en un mois entre le 21 janvier et le 19 février 2 920 personnes sur 3700  (soit 79 %) auraient rapidement été infectées. L'isolement et la quarantaine auraient donc empêché 2 307 nouveaux cas et fait chuter le R0 à 1,78. Mais selon cette modélisation, évacuer tous les passagers dès le 3 février, dans les meilleurs conditions et vers un vrai centre que quarantaine, efficient, aurait permis que seules 76 personnes soient alors infectées en période d’incubation.
Le 24 mars, une courte étude porte sur les aspects éthiques de la maîtrise des infections en navires de croisière : par exemple, à partir de quand y a-t-il justification raisonnable pour imposer l'isolement, quid de la psychologie et la qualité de vie des passagers et de l'équipage isolés, comment optimiser et vérifier les mesures barrières ? Les auteurs y plaident pour une réévaluation par la communauté internationale des enjeux posés par ce type de flambées épidémiologiques et pour une préparation internationale mieux coordonnée. Selon eux, « refuser l'entrée d'un navire sur la base d'une politique locale est incompatible avec la justice mondiale. De tels événements nécessitent une réponse internationale et des réglementations mondiales visant à réduire les disparités ».
Selon un calcul rétrospectif basé sur une modélisation ajustée du délai d’incubation et intégrant la chronologie des infections (publié le 25 mars) : à bord, environ 18 % des malades ont été asymptomatiques et la plupart des infections étaient en incubation avant le début de la quarantaine.
Fin mars dans la revue Nature, John Ioannidis, épidémiologiste de l'université Stanford (Californie) suggère que ces résultats soient approfondis en intégrant les antécédents médicaux des personnes à bord et d'éventuels facteurs de risque comme le fait de fumer.

#### Cas particulier de la contagion au sein de l'équipage
À bord, si les premiers cas détectés étaient des passagers (devenus symptomatiques les 22 et 23 janvier), le virus avait sans doute déjà été transmis à d'autres passagers puis à des membres de l’équipage, notamment dans le service chargé de la restauration.
C’est ce service qui a en effet déclaré le premier malade parmi l’équipage (le 2 février, autorisé à débarquer le 4 février). Cinq jours après (9 février), vingt membres d'équipage étaient testés positifs dont trois ayant signalé des contacts rapprochés avec d’autres membres de l’équipage avant le début de la quarantaine. Quinze des vingt cas confirmés étaient du personnel préparant les repas d'autres membres d'équipage et de passagers, et quinze des vingt cas avaient des cabines sur le pont 3 (où vivaient les travailleurs des services de restauration). Sept nouveaux membres d'équipage ont déclaré les symptômes de la Covid-19 les trois premiers jours de la quarantaine, montrant que le SARS-CoV-2 circulait bien avant la quarantaine.
Au 6 février, les membres symptomatiques de l'équipage s'étant rendus à la clinique du bord ont tous été testés, mais il n’y a pas eu de test systématique chez tout le personnel, et aucune information n’a été donnée sur le nombre total de tests faits.
Deux questionnaires ont été distribués à tout l’équipage le 3 février (alors que trois membres avaient signalé une fièvre) puis le 9 février (alors que 31 membres avaient eu de la fièvre, dont vingt — 65 % — travaillaient dans le service alimentaire). L'infection semble s’être propagée dans le groupe dont les cabines étaient sur le pont no 3 et travaillant dans le service restauration. Huit des vingt membres de bord testés positifs partageaient leurs cabines avec des compagnons (et le 4 mars, cinq des huit compagnons de cabine seront aussi malades).
Ce retour d’expérience confirme l’importance de diligenter très vite l’enquête épidémiologique, quand un cas de Covid-19 a une histoire liée à un rassemblent important de personnes, surtout dans un lieu fermé ou surpeuplé (par exemple : boite de nuit, club de musique, bateau de croisière, établissement de soins de santé, stade ou gymnase, rassemblement religieux, etc.). Selon les auteurs, toute personne ayant eu des contacts étroits avec des personnes ayant déclaré la Covid-19 devrait immédiatement se mettre spontanément en quarantaine et surveiller ses symptômes ; et toute personne symptomatique dans un navire devrait être isolée pour freiner la contagion.